# Voces de ultrarumba (àlbum)
Voces de ultrarumba és el quart disc del duo català de Rumba/Rock, Estopa. Va aconseguir vendre més de 500.000 còpies.

## Llista de cançons
| Núm. | Títol                 | Durada |
| ---- | --------------------- | ------ |
| 1.   | «Malabares»           | 3:26   |
| 2.   | «Que suerte la mía»   | 3:29   |
| 3.   | «Vacaciones»          | 3:14   |
| 4.   | «Ninguna parte»       | 3:26   |
| 5.   | «Lunes»               | 3:02   |
| 6.   | «A mí me gusta»       | 3:39   |
| 7.   | «Gulere Gulere»       | 3:27   |
| 8.   | «Monstruos»           | 3:15   |
| 9.   | «No quiero verla más» | 3:23   |
| 10.  | «Ni pa' ti ni pa' mí» | 3:57   |
| 11.  | «Fábricas de sueños»  | 3:04   |
| 12.  | «Paseo»               | 3:36   |
| 13.  | «Showtime»            | 3:28   |

## Posició en llistes
| Llistes (2005)       | Millor posició |
| -------------------- | -------------- |
| Espanya (PROMUSICAE) | 1              |

## Certificacions
| País    | Organisme certificador | Certificació | Vendes certificades | Ref   |
| ------- | ---------------------- | ------------ | ------------------- | ----- |
| Espanya | PROMUSICAE             | 4x Platí     | 320 000             | [ 3 ] |